# Paweł Anweiler
Paweł Anweiler (ur. 16 czerwca 1950 w Kaliszu) – polski duchowny ewangelicki, w latach 1991–2016 proboszcz parafii ewangelickiej Zbawiciela w Bielsku-Białej, w latach 1992–2015 biskup diecezji cieszyńskiej Kościoła Ewangelicko-Augsburskiego w RP, prezes Rady Centrum Misji i Ewangelizacji, poeta i publicysta.

## Życiorys
Jest absolwentem Chrześcijańskiej Akademii Teologicznej w Warszawie. Po jej ukończeniu pracował jako wikariusz w Kaliszu, Ostrowie Wielkopolskim, Kępnie. 24 czerwca 1976 roku ożenił się z Haliną Mendrek, parafianką z Jaworza koło Bielska-Białej. Od 1979 roku administrator i proboszcz parafii ewangelickiej w Częstochowie. 24 listopada 1991 roku Synod diecezji cieszyńskiej powierzył mu urząd biskupa diecezjalnego. Konsekracja biskupia odbyła się 9 lutego 1992. Jest żonaty, ma  syna. W 2005 wydał tomik wierszy pt. Błogosław, duszo moja, Panu.

## Odznaczenia i nagrody
18 grudnia 2011 został odznaczony Krzyżem Oficerskim Orderu Odrodzenia Polski, otrzymał też Śląską Nagrodę im. Juliusza Ligonia.  W roku 2015 otrzymał Nagrodę im. Karola Miarki.